# 白穴
『白穴』（しろあな）は、チリヌルヲワカの一枚目のミニ・アルバム。

## 概要
4年間の活動休止を経て前年末に再始動を果たしたチリヌルヲワカの復活後初のアルバムで、CDとしては1stシングル「新月」以来約5年ぶりの作品。活動再開後の復活第一弾作品となった配信シングル「ホワイトホール」、ボーカルのユウのソロアルバム『てんのみかく』収録曲を再アレンジした「天邪鬼」など全7曲を収録。

## 収録曲
| 全作詞・作曲: 中島優美、全編曲: チリヌルヲワカ。 |                    |          |            |      |
| #                                                | タイトル           | 作詞     | 作曲・編曲 | 時間 |
| 1.                                               | 「ホワイトホール」 | 中島優美 | 中島優美   | 5:16 |
| 2.                                               | 「やまみちにて…」  | 中島優美 | 中島優美   | 3:51 |
| 3.                                               | 「シーホース」     | 中島優美 | 中島優美   | 3:52 |
| 4.                                               | 「姫事」           | 中島優美 | 中島優美   | 4:57 |
| 5.                                               | 「答案用紙」       | 中島優美 | 中島優美   | 5:46 |
| 6.                                               | 「天邪鬼」         | 中島優美 | 中島優美   | 3:32 |
| 7.                                               | 「追伸」           | 中島優美 | 中島優美   | 6:15 |